# Volkmar Bretschneider
Volkmar Bretschneider (* 17. März 1930 in Meißen) ist ein deutscher Porzellankünstler und ist u. a. bekannt für seine Blumen- und Früchtemalerei.

## Leben
Seine 1944 begonnene Ausbildung in der Zeichenschule der Porzellanmanufaktur in Meißen schloss er 1949 als Porzellanmaler mit dem Prädikat „sehr gut“ ab.
Neben der anschließenden Tätigkeit in der Abteilung für Wandtableaus beteiligte er sich an innerbetrieblichen Wettbewerben und war ab 1975 in der „Künstlerischen Entwicklungsarbeit“ tätig.

## Ehrungen
- 1975: Staatspreis der DDR als Mitglied des Kollektivs Künstlerische Entwicklung[1]
- 1986: Theodor-Körner-Preis

## Werke
- 1977: Porzellanbild „Hirschjagd“ nach einer Vorlage von Johann Elias Riedinger (ca. 40 × 60 cm.)[2]
- 1978/79: Aus neun Porzellanplatten bestehendes Wandbild mit einem gemalten Blütenarrangement umgeben von weiteren Blumen in kräftigen Farben und signiert „V. Bretschneider 78“. (ca. 118 × 118 cm.)
- Vase in der „Farbgestaltung in braun“ (19/80)[3]
- 1982: Teller „Der Froschkönig“[4]
- Goblet, „Rauch“ (31/80)[5]
- 1989: „Tropisches Blühen“, Wandbild aus Handformschnittelementen, Gesamtfläche drei Quadratmeter.[6]
- 1989: „Bermudablume“, Wandbild aus Handformschnittelementen, Gesamtfläche ca. vier Quadratmeter.[7]
- 1989: „Chrysantheme“, Wandbild aus Handformschnittelementen.[8]
- Vase „Nelken“ (96/90)[9]
- 1990: „Blumenstillleben“, bestehend vier Wandbilder und auf Holzträger von ca. 29,5 × 42 cm gefasst.[10]
- 1991: Stilleben mit Früchten und Blüten als großes Wandbild (30 × 43 cm.)[11]
- Wandbild, 26 × 26 cm, Apfelsinen, dunkler Wein, Stachelbeere und Goldblätter[12]
- Wandbild, 26 × 26 cm, Esskastanie, blauer Wein, Blüte und Goldblumen[13]
- Wandbild, 26 × 26 cm, Pfirsich, heller Wein und Goldblätter[14]
- Wandbild, 26 × 26 cm, Pflaumen, Erdbeeren, Brombeeren und Goldblätter[15]

### Gemeinsam mit Heinz Werner
- um 1990: „Blumenstillleben“, vier Wandbilder, auf Holzträger montiert, 29,5 × 42 cm
- um 1990: Dekor-Nr. 831001: Großer Ausschnitt-Eierbecher als Teildekor zu Dekor „Blaue-Bunte-Blume“, Dekor-Nr. 611010 (gemeinsam mit Heinz Werner nach einem Entwurf von 1974)[16]
- 1997: Dekor-Nr. 831001 Großer Ausschnitt-Eierbecher: als farbiges Teildekor zu Dekor „Blaue-Bunte-Blume“, Dekor-Nr. 611010 (gemeinsam mit Heinz Werner nach einem Entwurf von 1974)[17]

### Gemeinsam mit Peter Strang
- 1982: Wandplatte „Gelbe Tulpen“ mit Applikationen aus Zinn in einer Auflage von 82 Exemplaren (Peter Strang zeichnete für die Form verantwortlich.)[18]
- 1988: Bildplatte „Zu Gast bei Hofe“ (Peter Strang zeichnete für die Form verantwortlich.)[19]

## Ausstellungen
- 1976: Berlin, Kunstgewerbemuseum („Meissen heute. Arbeiten des Künstlerkollektivs Ludwig Zepner, Peter Strang, Heinz Werner, Rudi Stolle, Volkmar Bretschneider“)
- 1985: Dresden, Bezirkskunstausstellung
- 1987/1988: Dresden, X. Kunstausstellung der DDR
- 1991/1992: Leipzig, Grassimuseum, und Frechen, Keramion, Museum für Zeitgenössische Keramische Kunst („Meissener Konturen, Porzellane von Ludwig Zepner, Heinz Werner, Peter Strang, Rudi Stolle, Volkmar Bretschneider, 1960 – 1990“)
- 1995: Berlin, New Art Gallery („Herbst. Volkmar Bretschneider. Dekorationen auf Meissener Porzellan“)
- 2020: Düsseldorf, Hetjes – Deutsches Keramikmuseum („Märchenhaftes Meissen - Traumwelten der DDR“)

## Persiflage auf Volkmar Bretschneider
- 1988: „Clown mit Trommel“ aus der Serie „Musikalclowns“. von Peter Strang für Meissen. 2001.[20]